# Čokl
Čokl je priimek v Sloveniji, ki ga je po podatkih Statističnega urada Republike Slovenije na dan 1. januarja 2010 uporabljalo 188 oseb in je med vsemi priimki po pogostnosti uvrščen na 2301. mesto.

## Znani nosilci priimka
- Andrej Čokl (*1947), biolog, entomolog, univ. profesor
- Andreja Čokl, radijska novinarka
- Anže Čokl (*1982), alpinist, fotograf, jadralni padalec
- Brigita Čokl, zdravstvena delavka/organizatorka, generalna direktorica UKC, drž.sekretarka
- Jure (K.) Čokl, radijski novinar/voditelj
- Marta Krejan Čokl, alpinistična intruktorica
- Martin Čokl (1907 - 2014), gozdar, univ. prof.
- Sonja Čokl, sršol. prof., pedagoginja, šolnica
- Tine Čokl, strokovnjak za kavo
- Vanessa Čokl, novinarka